# Isla Pan de Azúcar (Malvinas)
La isla Pan de Azúcar (en inglés: Elephant Jason Island) es una isla del noroeste del archipiélago de las Malvinas, que forma parte del grupo de las "islas Las Llaves" y se encuentra entre la isla Chata y la Isla de los Arrecifes.
El nombre en inglés hace referencia al elefante marino (Mirounga).